# Gournay (Indre)
Gournay és un municipi francès al departament de l'Indre (regió de Centre-Vall del Loira). L'any 2007 tenia 335 habitants.

## Urbanisme
A 1 de gener del 2024 Gournay fou classificat com a municipi rural amb habitatges molt dispersos, d'acord la nova malla de densitat municipal de set nivells definida per l'INSEE el 2022 Està situat fora de la unitat urbana. A badna és un municipi suburbà a la zona d'atracció de Châteauroux. Aquesta àrea, que engloba 71 municipis, recau en la categoria de zones poblades entre 50.000 i 200.000 habitants.

### Ús del sòl
L'ús del sòl del municipi tal com consta a la base de dades biofísica europea d'usos del sòl CORINE Land Cover (CLC), està determinat per la gran proporció de terrenys agrícoles (96 % el 2018), descendint respecte el 1990 (99,3 %). El detall de la situació per a l'any 2018 és el següent: prats (73 %), zones agrícoles heterogènies (20 %), mines, abocadors i obres constructives (3,2 %), terres arables (3,1 %), boscos (0,7 %). L'evolució de l'ús del sòl al municipi i les seves infraestructures es pot veure en les diverses representacions cartogràfiques del territori Mapa de Cassini (segle  XVIII), el mapa de l'estat major (1820-1866) i els mapes o fotos aèries de l'IGN del període actual (des del 1950).

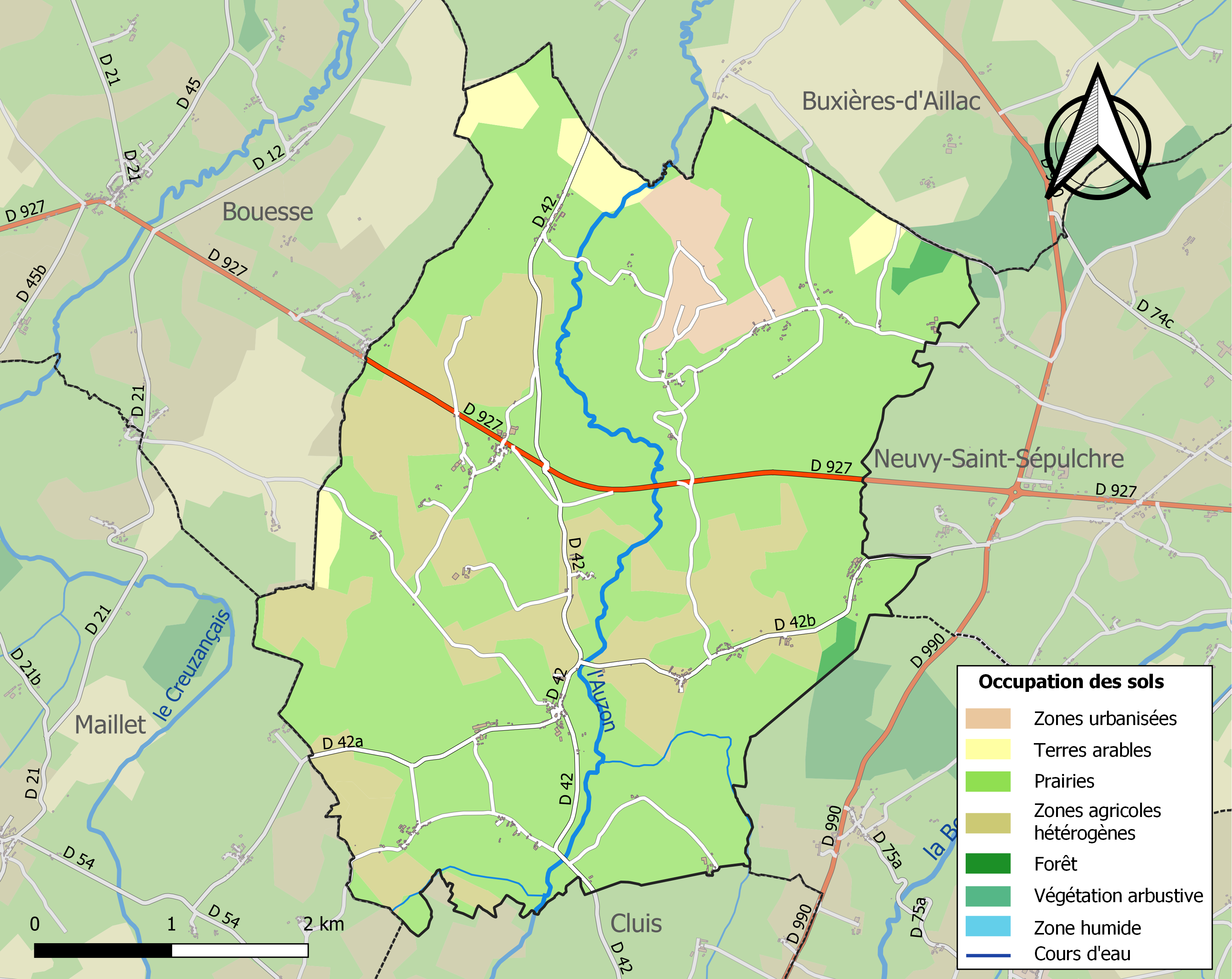
Mapa d'infraestructures i usos del sòl al municipi l'any 2018 (CLC).

### Allotjament
El 2007 hi havia 189 habitatges, 135 eren l'habitatge principal de la família, 31 eren segones residències i 23 estaven desocupats. 175 eren cases i 10 eren apartaments. Dels 135 habitatges principals, 97 estaven ocupats pels seus propietaris, 35 estaven llogats i ocupats pels llogaters i 3 estaven cedits a títol gratuït; 12 tenien dues cambres, 31 en tenien tres, 42 en tenien quatre i 50 en tenien cinc o més. 129 habitatges disposaven pel capbaix d'una plaça de pàrquing. A 48 habitatges hi havia un automòbil i a 71 n'hi havia dos o més.
La següent taula representa els usos dels habitatges del municipi:
| Data de l'extracte                       | 2013   | 2015   |
| Total d'habitatges                       | 184    | 191    |
| Residències principals                   | 69,8 % | 69,3 % |
| Segones residències                      | 15,1 % | 16,3 % |
| habitatges buits                         | 15,1 % | 14.4 % |
| Proporció de llars que son 1a residència | 75,4 % | 72,8 % |

### Riscos geològics
El territori del municipi de Gournay és vulnerable a diversos riscos naturals meteorològics (tempestats, tempestes elèctirques, neu, fred extrem, onades de calor o sequeres), moviments del terreny i terratrèmols (baixa sismicitat). El municipi està tipificat en zona de sismicitat 2, corresponent a una baixa sismicitat. Una plana web publicada pel Bureau de recherches géologiques et minières (BRGM) permet avaluar de manera senzilla i ràpida els riscos d'una propietat, bé sigui per la seva adreça o pel seu número de parcel·la.

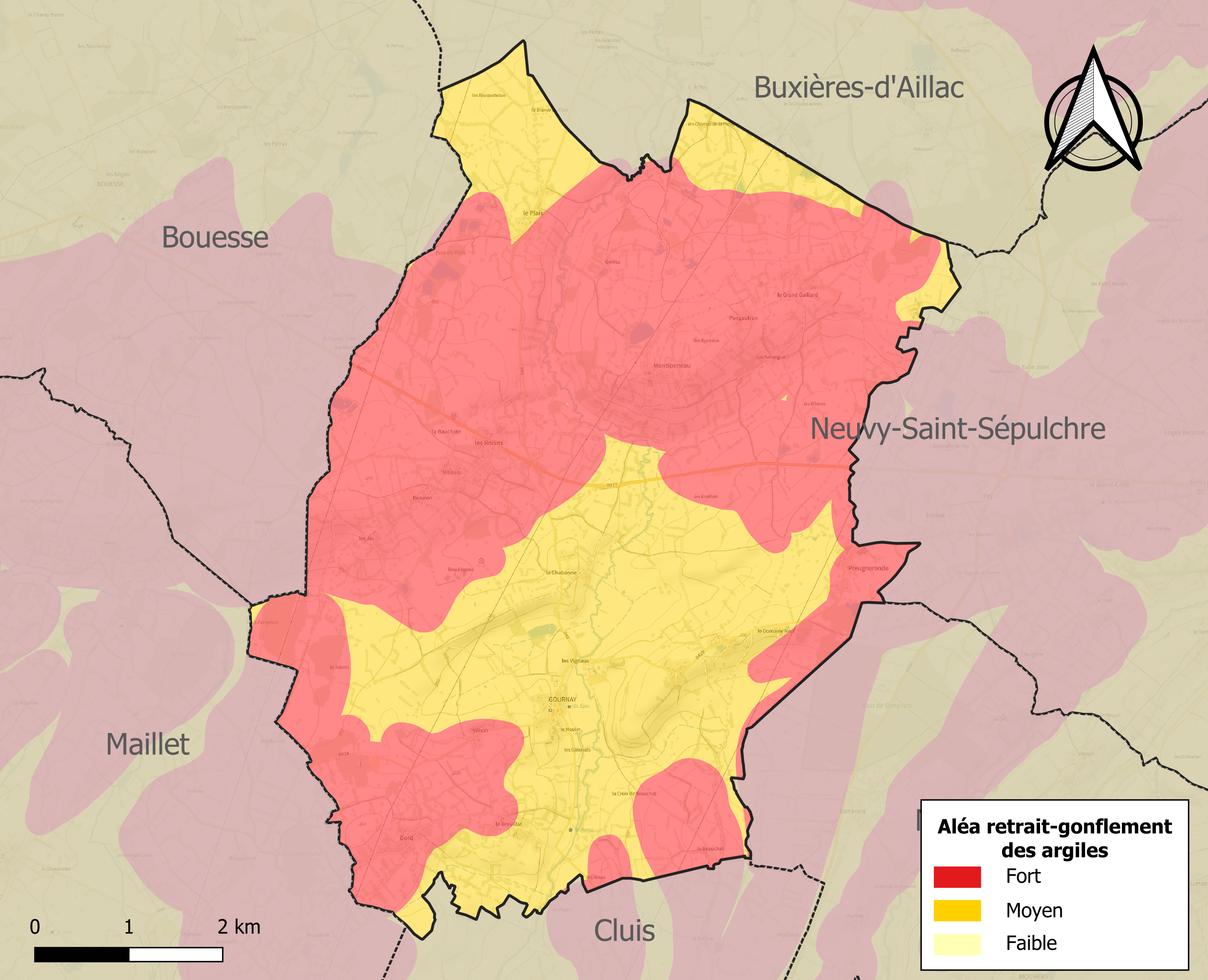
Mapa de les zones de perill de retracció-inflamació dels sòls argilosos a Gournay.

Els moviments del terreny susceptibles de produir-se al municipi són considerables.
La retracció-distensió dels sòls argilosos probablement causarà danys importants als edificis en cas de períodes alterns de sequera i pluja. Tot el municipi està en risc mitjà o alt (84,7 % a nivell departamental i 48,5 % a nivell nacional). Dels 192 edificis comptabilitzats al municipi el 2019, tots tenien risc mitjà o alt, en comparació amb el 86 % a nivell departamental i 54 % a nivell estatal. Al lloc web del BRGM hi ha un mapa de l'exposició del territori nacional a la contracció i la dilatació dels sòls argilosos.
Pel que fa als moviments de terres, el municipi va ser reconegut com a estat de desastre natural degut als danys causats per la sequera del 1989, 1991, 1992, 1993, 2009, 2018 i 2019 i per les esllavissades del 1999.

## Demografia
El 2007 la població de fet de Gournay era de 335 persones. Hi havia 132 famílies, de les quals 36 eren unipersonals (16 homes vivint sols i 20 dones vivint soles), 40 parelles sense fills, 44 parelles amb fills i 12 famílies monoparentals amb fills.
La població ha evolucionat segons el següent gràfic:

### Piràmide de població
La piràmide de població per edats i sexe el 2009 era:
| Homes | Edats   | Dones |
| ----- | ------- | ----- |
| 0     | 95 o +  | 0     |
| 0     | 90 a 94 | 4     |
| 0     | 85 a 89 | 0     |
| 0     | 80 a 84 | 0     |
| 8     | 75 a 79 | 4     |
| 4     | 70 a 74 | 16    |
| 24    | 65 a 69 | 8     |
| 8     | 60 a 64 | 8     |
| 8     | 55 a 59 | 4     |
| 0     | 50 a 54 | 0     |
| 4     | 45 a 49 | 4     |
| 0     | 40 a 44 | 4     |
| 12    | 35 a 39 | 4     |
| 20    | 30 a 34 | 12    |
| 16    | 25 a 29 | 12    |
| 0     | 20 a 24 | 4     |
| 8     | 15 a 19 | 4     |
| 8     | 10 a 14 | 8     |
| 12    | 5 a 9   | 12    |
| 8     | 0 a 4   | 12    |

## Economia
El 2007 la població en edat de treballar era de 196 persones, 145 eren actives i 51 eren inactives. De les 145 persones actives 127 estaven ocupades (76 homes i 51 dones) i 18 estaven aturades (9 homes i 9 dones). De les 51 persones inactives 14 estaven jubilades, 12 estaven estudiant i 25 estaven classificades com a «altres inactius».

### Ingressos
El 2009 a Gournay hi havia 134 unitats fiscals que integraven 325,5 persones, la mediana anual d'ingressos fiscals per persona era de 12.524 €.

### Activitats econòmiques
Dels 8 establiments que hi havia el 2007, 2 eren d'empreses extractives, 1 d'una empresa de fabricació d'altres productes industrials, 1 d'una empresa de construcció, 2 d'empreses d'hostatgeria i restauració, 1 d'una empresa de serveis i 1 d'una empresa classificada com a «altres activitats de serveis».
L'únic servei als particulars que hi havia el 2009 era un restaurant.
L'any 2000 a Gournay hi havia 37 explotacions agrícoles que ocupaven un total de 1.386 hectàrees.

## Poblacions properes
El següent diagrama mostra les poblacions més properes.